# 北奧戰隊
北奧戰隊是結合北京奧林匹克的吉祥物福娃跟超級戰隊的概念所出現的同人惡搞產物，原作者為LittleIroN。「北奧」這名字其實就是「北京奧運」的簡稱，而並不是地球上任何一個地方。該作品在網路上出現之後引起轟動的響應，甚至有部分不明内情的人以此認為福娃是抄襲。在得到熱烈迴響後，網路上又出現了主題歌跟flash動畫，日本同人也推出了響應的作品。

## 战队成员

### 欢欢（Olymp Red）
热血豪气但是懒于用脑的队长。大咧咧不修边幅，被贝贝在背后称为“男人婆”。
操纵火焰造型机体：东方红红
使用绝招：
1. Flame Blade ：把胸前的火焰护甲取下，飞劈向敌人；额前的火焰标志也可以用作飞镖；
2. Nitro Punch ：手前臂发射攻击；出去后不会回来，她也不会去捡，所以背后经常载有两只备用手臂；
3. Burning Knuckles ：从胸前的“炎”字释放出火焰的“Flame Hold”可以使敌人移动力下降，然后双拳的发光关节会燃烧起来，使出必杀技“Burning Knuckles”把敌人消灭。

### 晶晶（Olymp Black）
生物学家们相信，熊猫原本是十分凶残的食肉动物，所以平时温顺懒惰的他一旦没竹子吃就会暴走，无人可挡。变身为Olymp Black后部分实力和黑暗面得到释放。
操纵大熊猫型机体：黑白配配
使用绝招：
1. 竹叶青 ：瞬间移动到敌人背后，使用竹子狂捅；
2. 营养馄饨：其实是“阴阳混沌”，因为咬竹子所以口齿不清；整个机体高速旋转呈现出阴阳太极图，没什么特别，就是令对手眼花晕倒；
3. 暴走 ：10小时内都没竹子咬的后果，能力全开，无敌状态。

### 贝贝（Olymp Blue）
来自香港，擅长跳高。讨厌吃一切水上生物。
操縱鲫鱼型机体：鲫鱼冲冲
使用绝招：
1. “妖！”：没有被确认的名字，不过每次出这招她都会说这个字；其实就是跳到对手面前用鱼尾来回掴脸；
2. “跃、龙、门”：因为不是鲤鱼，即使跳得高也变不了龙的怨念能令她RP值全开。所以这三个字平时都是禁语，只有不得已的时候才能让她听到。
3. 怨念炮：RP值全开后才能使用；把郁闷的思绪转变成破坏能量，积蓄到一定程度后从口部放出。可以自行开火，也可以把鱼身拉直作为同伴的武器。

### 迎迎（Olymp Yellow）
因为自小就没见过同类，所以一直以为自己是绵羊，即使在速度和力量上拥有天赋也甚少尽其用。长长的双角经常被同伴拿去当作晾衣架、烧烤架等等，传说也曾经出现了某些难以启齿的用途。他却从不在意，只顾着埋头吃草。
操縱藏羚羊型机体：咩咩咩咩
使用绝招：
1. “咩~~咩~咩咩！”：用后蹄踢敌人；
2. “咩~~咩！咩咩！”：冲上去用角顶。（因为这两种攻击的叫法很难分，所以MISS的机率减半）
3. Hyper Mode：双角摘下给同伴使用，根据使用者的属性能释放出相应的技能。

### 妮妮（Olymp Green）
虽然是唯一能飞的队员，但是因为受到候鸟的习性影响，出场机会十分不稳定。因为社交少，性格也变得离奇不讨好。
操纵燕子型机体：刻燕筝筝
使用绝招：
1. 不要脸：锋利的金凤爪专门朝对手的脸抓；
2. 大风车悠悠转：狂拍双翅吹飞敌方，攻击力与对手体重成反比；平时也可用作风干机；
3. 连珠鸟嘴：不停地唠叨可以对敌人造成短期的精神错乱；
4. 逆水寒：层出不穷的冷笑话可以使敌人持续保持在 orz 状态。

## 外部連結
- 南方动漫网：2006年广州漫展社团：北奥战队（页面存档备份，存于）
- 留學生創作“北奧戰隊”引風波（页面存档备份，存于）
- “福娃战队”变身“北奥战队”解密（页面存档备份，存于）
- 「北奧戰隊」作者小鐵（LittleIroN）專訪[永久]
- 有詳細「北奧戰隊」資料的BLOG（页面存档备份，存于）